# Alocasia hypnosa
Alocasia hypnosa — многолетнее травянистое растение, вид рода Алоказия (Alocasia) семейства Ароидные (Araceae).

## Ботаническое описание
Наземные травы или литофиты, с периодом покоя, до 100 см высотой.
Корневище клубневидное, с многочисленными столонами и клубеньками, 10 см длиной, 13,5 см в диаметре. Столоны многочисленные, горизонтальные или свисающие, 56—110 см длиной, светло-зелёные.
Стебель вертикальный. Междоузлия цилиндрические, 5,5 см длиной, до 1 см в диаметре, с клубеньками от 3 до 4 см в диаметре на концах.

### Листья
Листья в количестве 3—6. Черешки цилиндрические, до 104 см длиной, 3—7,5 см в диаметре, бледно-зелёные, блестящие; влагалища до 50 см длиной, чешуйчатые. Листовые пластинки треугольно-стреловидные, более 82 см длиной, 64 см шириной, глянцевые, ярко-зелёные; нижние доли в пазухе голые, чешуйчатые. Первичные боковые жилки перистые, по 8 с каждой стороны; межпервичные жилки формируют слабую общую жилку.

### Соцветия и цветки
Соцветия по два-три вместе, появляются одновременно с листьями. Цветоножка цилиндрическая, до 90 см длиной, бледно-зелёная. Покрывало до 28 см длиной, с перетяжкой между трубкой и пластинкой. Трубка покрывала веретоновидная, около 6,5 см длиной, 3 см в диаметре, зелёная. Пластинка покрывала продолговато-ланцетовидная, до 24 см длиной, до 20 см шириной, плоская, загнутая внутрь, фиолетово-розовая, прямая во время цветения, позже поникающая вперёд, затем засыхающая.
Початок сидячий, короче покрывала. Женская цветочная зона цилиндрическая, 1,5—2 см в диаметре; завязь продолговатая, 5 мм длиной; столбик короткий; рыльце трёх- четырёхлопастное. Стерильная зона цилиндрическая, 5,5 см длиной, 1—1,5 см в диаметре; синандродии сжатые, вершина почти усечённая или вогнутая, от продоговатых до овальных. Мужская цветочная зона цилиндрическая, 3,5 см длиной, 2 см в диаметре; синандрии с 5—6 тычинками, усечённые. Придаток белый, продоговато-конический, 16,5 см длиной, 2,5 см в диаметре.

### Плоды
Плодоносящая зона эллипсоидная, около 3 см длиной, около 2,5 см в диаметре. Покрывало при плодах эллипсоидное, около 3 см длиной, около 2,5 см шириной.
Плоды — эллипсоидные ягоды, 1,5 см длиной, около 0,5 см в диаметре, зелёные, при созревании алые.

## Распространение
Встречается в Азии: Китай (Юньнань), Лаос, Таиланд.
Растёт во влажных местах в лесах с преобладанием бамбука, среди лесной поросли и опавшей листвы, на карстовых известняках; на высоте от 800 до 970 м над уровнем моря. Длинные столоны позволяют этому растению осваивать почти вертикальные обнажения известняка, которые и являются его преимущественной средой обитания.